# П-831 «Сава»
| П-831 «Сава»               | П-831 «Сава»                                           | П-831 «Сава»                                           |
| -------------------------- | ------------------------------------------------------ | ------------------------------------------------------ |
| П-831 «Сава» P-831 «Sava»  |                                                        |                                                        |
|                            |                                                        |                                                        |
|                            |                                                        |                                                        |
| Під прапором               | Югославія · Військово-морські сили Сербія і Чорногорія | Югославія · Військово-морські сили Сербія і Чорногорія |
| Спуск на воду              | 1978 рік                                               | 1978 рік                                               |
| Виведений зі складу флоту  | 2006 рік                                               | 2006 рік                                               |
| Сучасний статус            | Зданий на злам                                         | Зданий на злам                                         |
| Проєкт                     |                                                        |                                                        |
| Основні характеристики     |                                                        |                                                        |
| Швидкість (надводна)       | 10 вузлів                                              | 10 вузлів                                              |
| Швидкість (підводна)       | 16 вузлів                                              | 16 вузлів                                              |
| Робоча глибина занурення   | 250 м                                                  | 250 м                                                  |
| Гранична глибина занурення | 300 м                                                  | 300 м                                                  |
| Автономність плавання      | 4800 миль (на 9 вузлах)                                | 4800 миль (на 9 вузлах)                                |
| Екіпаж                     | 35 чоловік                                             | 35 чоловік                                             |
| Розміри                    |                                                        |                                                        |
| Довжина найбільша (по КВЛ) | 55,8 м                                                 | 55,8 м                                                 |
| Ширина корпусу найб.       | 7,2 м                                                  | 7,2 м                                                  |
| Середня осадка (по КВЛ)    | 5,1 м                                                  | 5,1 м                                                  |
| Водотоннажність надводна   | 834 т                                                  | 834 т                                                  |
| Озброєння                  |                                                        |                                                        |
| Торпедно- мінне озброєння  | 6 x 533-мм ТА 20 мін або 10 запасних торпед            | 6 x 533-мм ТА 20 мін або 10 запасних торпед            |

П-831 «Сава» (серб. П-831 «Сава», хорв. P-831 «Sava») — підводний човен ВМС Югославії 1970-2000-х років однойменного типу.

## Історія служби
Підво́дний човен «Сава» був закладений на верфі «Brodogradilište specijalnih objekata» у Спліті у 1975 році, спущений на воду у 1977 році, вступив у стрій у 1978 році.
Ніс службу у складі ВМС Югославії.
Після розпаду Югославії переведений у Чорногорію, де увійшов до складу ВМС Сербії та Чорногорії.
У 2004 році виключений зі списків флоту, у 2006 році проданий на злам.